# Robert Stockton Green

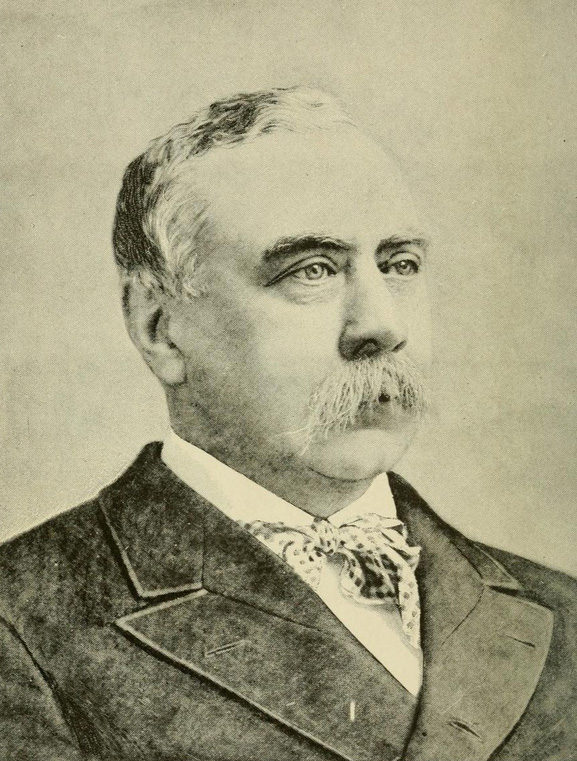
Robert Stockton Green, um 1887

Robert Stockton Green (* 25. März 1831 in Princeton, New Jersey; † 7. Mai 1895 in Elizabeth, New Jersey) war ein US-amerikanischer Politiker und von 1887 bis 1890 Gouverneur des Bundesstaates New Jersey. Von 1885 bis 1887 vertrat er außerdem seinen Staat im US-Repräsentantenhaus.

## Frühe Jahre
Robert Green besuchte bis 1850 die Princeton University. Nach einem anschließenden Jurastudium wurde er im Jahr 1853 als Rechtsanwalt zugelassen. Danach begann er in dem Ort Elizabeth in seinem neuen Beruf zu arbeiten. Zwischen 1857 und 1868 war er juristischer Vertreter dieser Stadt und von 1862 und 1867 war er auch im Union County angestellt. Dort war er von 1868 bis 1873 Vorsitzender Richter an einem Berufungsgericht.

## Politische Laufbahn
Green war Mitglied der Demokratischen Partei, deren Bundesparteitage er in den Jahren 1860, 1880 und 1888 als Delegierter besuchte. Zwischen 1863 und 1873 war Green Stadtrat in Elizabeth. Im Jahr 1873 gehörte er einer Kommission zur Reformierung der Staatsverfassung von New Jersey an. Zwischen dem 4. März 1885 und dem 17. Januar 1887 vertrat er seinen Staat als Abgeordneter im Kongress. Nachdem er am 2. November 1886 zum neuen Gouverneur von New Jersey gewählt worden war, wobei er sich mit 47:44 Prozent der Stimmen gegen den Republikaner Benjamin Franklin Howey durchgesetzt hatte, legte er sein Mandat im Kongress am 17. Januar 1887 nieder.
Green trat seine dreijährige Amtszeit am 18. Januar 1887 an. In seiner Regierungszeit wurden die die Miliz des Staates betreffenden Gesetze verbessert. Ein Gesundheitsausschuss wurde ins Leben gerufen und eine statistische Abteilung in der Verwaltung gegründet. Der Landwirtschaftsausschuss wurde neu strukturiert. Nach Ablauf seiner Amtszeit am 21. Januar 1890 wurde Green Vizekanzler (Vice Chancellor) von New Jersey.  Dieses Amt übte er bis 1894 aus. Ab 1894 bis zu seinem Tod im folgenden Jahr war er Richter an einem Berufungsgericht. Mit seiner Frau Mary Mulligan hatte der Gouverneur vier Kinder.